# Centralni-jugozapadni mande jezici
Centralni-jugozapadni mande jezici jedna od dviju grana zapadnih mande jezika koju čine zajedni sa sjeverozapadnom skupinom. Dijele se na centralnu i jugozapadnu užu skupinu a rašireni su na području (41) Obala Slonovače, Gvineja, Liberije Mali, Burkina Faso, Sijera Leone i Gane.

## Klasifikacija
a. Centralni (33): 
a1. Manding-Jogo jezici (31):
a. Jogo-Jeri jezici (4):
a1. Jeri-Jalkuna jezici (1) Burkina Faso: jalkuna.
a2. Jogo jezici (2) Gana, Obala Slonovače: ligbi, tonjon.
a3. jeri kuo; Obala Slonovače.
b. Manding-Vai jezici (27):
a. Manding-Mokole jezici (25): 
a1. Manding jezici (21) Burkina Faso, Mali, Senegal, Gvineja, Obala Slonovače: bamanankan, bolon, jahanka, jula, kagoro, koro, koyaga, mahou, mandinka, manya, maninka (3 jezika:  šumski, konyanka, sankaran), maninkakan (3 jezika: istočni, zapadni, kita), marka, sininkere, wojenaka, worodougou, xaasongaxango.
a2. Mokole jezici (4) Gvineja, Sijera Leone: kakabe, kuranko, lele, mixifore.
b. Vai-Kono jezici (2) Sijela Leone, Liberija: kono, vai.
a2. Susu-Yalunka jezici (2) Gvineja: susu, yalunka
b. Jugozapadni (8): 
b1. Kpelle jezici (3) Gvineja, Liberija:  kono, kpelle (2 jezika: gvinejski i liberijski).
b2. Mende-Loma jezici (5):
a. Loma jezici (2) Liberija, Gvineja: loma, toma.
b. Mende-Bandi jezici (3):
b1 Bandi jezici (1) Liberija: bandi.
b2 Mende-Loko jezici (2) Sijera Leone: loko, mende.

## Vanjske poveznice
- Ethnologue (14th)
- Ethnologue (15th)